# Lythrum baeticum
Lythrum baeticum är en fackelblomsväxtart som beskrevs av Gonz.-albo. Lythrum baeticum ingår i släktet fackelblomstersläktet, och familjen fackelblomsväxter. Inga underarter finns listade i Catalogue of Life.